# Щоденники принцеси 2: Королівські заручини
«Щоденники принцеси 2: Королівські заручини» — американська руританська романтична комедія 2004 р. та продовження «Щоденників принцеси» 2001 р. Цей фільм не заснований на жодній з книг, на відміну від першого фільму.
Більшість акторського складу повернулася з першого фільму, включаючи Джулі Ендрюс, Енн Гетевей, Гектора Елізондо, Гізер Матараццо та Ларрі Міллер. Гаррі Маршалл повернувся до режисури, а Дебра Мартін Чейз та Вітні Г'юстон — до продюсування. Серед нових персонажів — віконт Мейбрі (Джон Ріс-Девіс), лорд Ніколас Деверо (Кріс Пайн, його дебют у кіно) та Ендрю Джейкобі (Каллум Блу).
Попри те, що світові касові збори склали 134,7 мілн. доларів, фільм отримав змішані відгуки критики.

## Сюжет
Через п'ять років після першого фільму Мія Термополіс закінчила Школу міжнародних відносин Вудро Вільсона Принстонського університету та повернулася до Дженовії, де вона чекає зречення своєї бабусі, королеви Клариси. На вечірці з нагоди свого 21-річчя Мія танцює з усіма холостяками, щоб знайти чоловіка, та зустрічає розважливого молодого джентльмена Ніколаса. Під час вечора у Мії падає тіара, спіймана членом парламенту віконтом Мабрі, який таємно планує вкрасти корону.
Наступного ранку під час парламентської сесії Мія чує, як Мабрі повідомляє, що наступним спадкоємцем престолу чоловічої статі стане його племінник, лорд Деверо. За законом, Мія може стати королевою, лише якщо вступить у шлюб протягом місяця. Кларисса запрошує лорда Деверо залишитися в палаці, Мія вражена, дізнавшись, що це Ніколас. Ліллі Московіц, найкраща подруга Мії, дивує її візитом. Разом вони переглядають потенційних чоловіків. Зрештою Мія вибирає Ендрю Джекобі, герцога Кенілвортського, і через кілька днів вони заручені. Мебрі планує змусити Ніколаса спокусити Мію, щоб заручини зірвалися. Джо намагається переконати Клариссу публічно висловити свої почуття одне до одного, оскільки її правління як королеви добігає кінця.
На церемонії Мії доводиться їздити верхи в боковому сідлі, чого вона не вміє, тому королева Кларисса надає дерев'яну приманку для ніг предків. Коли Мейбрі лякає коня Мії гумовою змією, Джо ненавмисно відриває дерев'яну ногу. Принижена Мія тікає до стайні, де Ніколасу не вдається її втішити. На вечірці в саду Мія та Ніколас сваряться через її стосунки з Ендрю. Поки вони сперечаються, Ніколас цілує її. Спочатку вона цілує його у відповідь, але потім відступає. Переслідуючи її, вони падають у фонтан. Королева Клариса каже Мії, що її поведінка з Ніколасом має припинитися.
Під час параду на честь Дня незалежності Дженовії, побачивши, як хлопці цькують маленьку дівчинку, Мія раптово зупиняє парад, щоб допомогти. Дізнавшись, що дівчина Кароліна та інші сироти, вона наказує продавцеві роздати їм усім тіари та дозволити їм ходити з ними на параді. Усі вражені, а Мабрі сприймає це як політичний маневр. Ніколас також вражений піклуванням Мії про Дженовію і починає сумніватися в планах з захоплення трону. Пізніше Мія заявляє про перетворення королівського палацу на тимчасовий дитячий центр.
На дівич-вечір до Мії з'їжджаються принцеси з усього світу. Вони займаються серфінгом на матрацах і співають караоке. Тим часом Ніколас намагається перешкодити своєму дядькові, що прагне трону, оскільки Мія, як правителька справляється добре. Мебрі розуміє, що Ніколас закохався в неї, але вважає, що Мія ніколи не покохає його. Мебрі заохочує його переслідувати її, пізніше відкривши своїй похмурій економці Гретхен, що він планує дозволити цьому зруйнувати шанси Мії стати королевою. Маніпулюючи Ніколасом, він змушує його повірити, що його покійний батько хотів, щоб він став королем. Ніколас допомагає Мії влучити в ціль, коли вона тренується до обряду коронації. Він каже їй, що йде, але просить зустрітися ще раз, перш ніж піде. Вона відмовляється, оскільки перебуває під пильною охороною.
Тієї ночі Ніколас переконує Мію вислизнути через вікно. Біля озера вони діляться секретами, танцюють і зрештою засинають. Прокинувшись, вони побачили чоловіка, що знімав їх на відео. Мія вважає, що Ніколас її підставив, а він наполягає, що поняття не мав. Скандальні кадри публікують ще до її повернення. Розчарований Ендрю цілує Мію, щоб перевірити, чи спалахне між ними романтична іскра. Немає, але вони не скасовують весілля на благо Дженовії. Наступного дня весілля, і мати Мії, Гелен, приходить зі своїм новим чоловіком Патріком О'Коннеллом і їхнім новонародженим сином Тревором. Ніколас вирішує не йти, поки Гретхен не розкаже йому, що Мабрі влаштував телевізійний скандал.
Перед весіллям Джо каже Мії, що Ніколас невинний. Йдучи по проходу, вона раптом зупиняється і вибігає з церкви. Королева Кларисса слідує за нею. Мія каже, що не хоче, щоб її примушували одружуватися. Кларисса заохочує її слідувати за серцем, чого вона ніколи не робила, і що коштувало їй Джо, кохання всього її життя. Повернувшись до церкви, Мія розповідає всім, що її неодружена бабуся править Дженовією багато років, просить членів парламенту переглянути закон, запитуючи їх, чи змусили б вони значущих жінок у своєму житті одружитися без кохання. Мабрі знову пропонує назвати королем свого племінника, але з'являється Ніколас, який відмовляється від корони. Міа пропонує скасувати закон про королівські шлюби, і парламент одностайно погоджується. Кларисса робить пропозицію Джо, і вони швидко одружуються.
Через тиждень Мія готується до своєї коронації, коли приходить Ніколас. Зізнаючись у коханні на колінах, вони цілуються. Наступного дня королева Кларисса йде з посади, а Мія коронується як «Її Величність Амелія Міньонет Термополіс Ренальді, королева Дженовії».
Епілог показує, що парламент Дженовії тепер визнає членів жіночої статі, однією з яких є Шарлотта (фрейліна Клариси). У фінальній сцені королева Мія офіційно відкриває новий дитячий будинок з Кароліною.

## Акторський склад
- Енн Гетевей у ролі Мії Термополіс
- Джулія Ендрюс — королева Клариса Ренальді
- Гектор Елізондо в ролі Джо
- Джон Ріс-Девіс у ролі віконта Мабрі
- Гізер Матараццо в ролі Ліллі Московіц
- Кріс Пайн — Ніколас Деверо
- Каллум Блю в ролі Ендрю Джекобі
- Керолайн Гудолл у ролі Гелен Термополіс О'Коннелл
- Мередіт Паттерсон — леді Елісса
- Кетлін Маршалл у ролі Шарлотти Кутавей
- Джоел Маккрері в ролі прем'єр-міністра Мотаза
- Кім Томсон в ролі Елсі Кентворсі
- Том Постон — лорд Палімор
- Ворон-Симоне — принцеса Асана
- Ларрі Міллер — Паоло Путтанеска
- Меттью Вокер — капітан Кіп Келлі
- Ши Каррі в ролі Бріджит
- Анна А. Вайт — Брігіта
- Кессі Ровелл — Олівія
- Ерік Брегг у ролі Лайонела
- Шон О'Браян в ролі Патріка О'Коннелла
- Скотт Маршалл у ролі Тіней
- Ебігейл Бреслін в ролі Кароліни
- Стен Лі в епізодичній ролі
- Джонні Блу як камео
- Спенсер Бреслін в ролі принца Жака
- Трейсі Райнер — леді Ентоні
- Пол К. Фогт — лорд Кроулі
- Пол Вільямс — лорд Гармоні
- Гнна Нетребко в ролі себе
- Ганна Шнайдер у ролі принцеси Ганнп
- Джейн Морріс у ролі Гретхен
- Чарлі Корра Дісней у ролі принцеси Чарлі
- Еймі Адамс Голл у ролі принцеси Еймі
- Надеж Огюст — принцеса Надеж
- Клаудія Кац Міннік — Фреда Коут

## Касовий збір
Фільм був показаний у 3472 кінотеатрах Північної Америки та зібрав 23 мільйони доларів у перші вихідні. Всього фільм зібрав 134,7 мільйона доларів у всьому світі: 95,2 мільйона в Північній Америці та 39,6 мільйона в інших країнах.

### Критика
Агрегатор рецензій Rotten Tomatoes повідомляє, що 26 % зі 120 рецензій критиків є «свіжими» (позитивними), а середня оцінка становить 4,57/10. Критики сайту погоджуються, що «Енн Гетевей і Джулі Ендрюс привносять у фільм шарм і елегантність, але їм недостатньо матеріалу для роботи в цьому продовженні». На Metacritic середня оцінка фільму 43/100 з 31 рецензії, що означає «змішані або середні рецензії».
Сценаристка фільму Шонда Раймс пізніше сказала, що дорожила цим досвідом хоча б заради можливості попрацювати з зіркою фільму Джулі Ендрюс. Пізніше Ендрюс озвучила леді Вістлдаун у серіалі Раймса «Бріджертон» 2020 року.

## Саундтрек
Пісня «Your Crowning Glory» — дует між королевою Кларисс (Джулі Ендрюс) і принцесою Асаною (Рейвен-Симоне) — це перший раз, коли Ендрюс заспівала публічно або на екрані після того, як у 1997 році перенесла операцію на горлі.

## Продовження
У березні 2016 року Гаррі Маршалл оголосив про плани зняти третій фільм «Щоденники принцеси», де Гетевей знову зіграє свою роль. Коли Маршалл помер у липні 2016 року, проєкт було відкладено на невизначений термін. У серпні того ж року Гектор Елізондо обговорив розробку третьої частини, заявивши: «Я знаю, що Енн хотіла б це зробити. Я знаю, що Джулі хотіла б це зробити. Я хотів би це зробити. Отже, ми згодні, це питання часу та питання отримання хорошої історії. Я готовий! Пора повертатися до Дженовії!»
У травні 2018 року Енн Гетевей заявила, що все ж хотіла б знятися в третьому фільмі «Щоденники принцеси». До січня 2019 року вона підтвердила, що сценарій завершено, і що вона та Ендрюс наразі готові знятися у фільмі, а продюсер Дебра Мартін Чейз повернеться. Крім того, вона заявила, що фільм не буде запущено у виробництво, поки «він не стане ідеальним».
15 листопада 2022 року стало відомо, що компанія Disney починає роботу над третім фільмом «Щоденники принцеси». Хоча її поява не підтверджена, повідомляється, що компанія зацікавлена в поверненні Гетевей.